# Maria Pitillo
Maria Pitillo (Elmira, Nueva York, 8 de enero de 1966) es una actriz estadounidense.

## Biografía
Pitillo nació en Elmira (Nueva York) y se crio en Mahwah, Nueva Jersey.
Ha realizado papeles secundarios en varias películas; siendo uno de los más conocidos el de Audrey Timmonds en Godzilla. También hizo múltiples apariciones en series de televisión, siendo Providence una de las series en las que más apariciones realizó. También cabe destacar, por la relevancia en la historia de la televisión de la serie Friends, su aparición en la temporada 10 capítulo 7 de la mencionada serie, en la que protagoniza el papel de una asistente de adopción que visita a Chandler y Mónica en su apartamento, y que representa además ser un antiguo ligue de Joey.

## Filmografía

### Cine
| Año  | Título                  | Personaje                         | Notas                                             |
| ---- | ----------------------- | --------------------------------- | ------------------------------------------------- |
| 1986 | Wise Guys               | Massuese                          |                                                   |
| 1988 | Bright Lights, Big City | Muchacha con pelo cola de caballo |                                                   |
| 1988 | Spike of Bensonhurst    | Angel                             |                                                   |
| 1989 | She-Devil               | Olivia Honey                      |                                                   |
| 1990 | White Palace            | Janey                             |                                                   |
| 1992 | Chaplin                 | Mary Pickford                     |                                                   |
| 1993 | True Romance            | Kandi                             |                                                   |
| 1994 | I'll Do Anything        | Auxiliar de vuelo                 |                                                   |
| 1994 | Natural Born Killers    | Deborah                           |                                                   |
| 1995 | Bye Bye Love            | Kim                               |                                                   |
| 1995 | Frank & Jesse           | Zee                               |                                                   |
| 1996 | Dear God                | Gloria McKinney                   |                                                   |
| 1998 | Something to Believe In | Maggie                            |                                                   |
| 1998 | Godzilla                | Audrey Timmonds                   | Golden Raspberry Award por Peor actriz de reparto |
| 2000 | After Sex               | Vicki                             |                                                   |
| 2000 | Dirk and Betty          | Betty                             |                                                   |

### Televisión
| Año       | Título                                       | Personaje                    | Notas                                   |
| --------- | -------------------------------------------- | ---------------------------- | --------------------------------------- |
| 1987      | CBS Schoolbreak Special                      | Vickie                       | Episodio: "What If I'm Gay?"            |
| 1989      | Ryan's Hope                                  | Nancy Don Lewis              | Recurrente. 5 Episodios                 |
| 1989      | Miami Vice                                   | Anna                         | Episodio: "The Cell Within"             |
| 1990      | The Lost Capone                              | Annie                        | Película de televisión                  |
| 1991      | Law & Order                                  | Angel Greer                  | Episodio: "Aria"                        |
| 1991      | Saturday's                                   | Chelsea                      | Película de televisión                  |
| 1992      | Middle Ages                                  | Robin                        | Episodio: "Night Moves"                 |
| 1993      | Cooperstown                                  | Bridget                      | Película de televisión                  |
| 1993      | Mad About You                                | Mimi                         | Episodio: "The Man Who Said Hello"      |
| 1993      | South of Sunset                              | Gina Weston                  | Regular de serie. 7 Episodios           |
| 1995      | Escape from Terror: The Teresa Stamper Story | Teresa Walden Stamper        | Película de televisión                  |
| 1995      | Between Love & Honor                         | Maria Caprefoli              | Película de televisión                  |
| 1995–1996 | Partners                                     | Alicia Sundergard            | Regular de serie. 22 Episodios          |
| 1996      | Out of Order                                 | Personaje desconocido        | Corto. Episodio: "Refracted"            |
| 1998      | House Rules                                  | Casey Farrell                | Regular de serie. 7 Episodios           |
| 1998      | In the Loop                                  | Personaje desconocido        | Episodio desconocido                    |
| 1999      | Ally McBeal                                  | Paula Hunt, demandante       | Episodio: "Civil War" (T2)              |
| 1999      | Early Edition                                | Rebecca Waters               | Episodio: "Weather Girl"                |
| 2000      | Will and Grace                               | Paula                        | Episodio: "Love Plus One"               |
| 2000      | The Christmas Secret                         | Debbie McNeil                | Película de televisión                  |
| 2001–2002 | Providence                                   | Tina Calcatera               | Recurrente. 31 Episodios                |
| 2003      | Friends                                      | Laura, la agente de adopción | Episodio: "The One with the Home Study" |
| 2008      | Big Shots (Triunfadores [Esp])               | Valerie Cerritas             | Episodio: "Sex Be Not Proud"            |

- The Angriest Man in Suburbia (2006) - Allison.